# 美光水母属
美光水母属（学名：Ganesha）是美光水母科下的一个属。

## 下属物种
本属包括以下物种：
- Ganesha annamita Dawydoff, 1946
- Ganesha elegans (Moser, 1903)